# Arcos de la Frontera

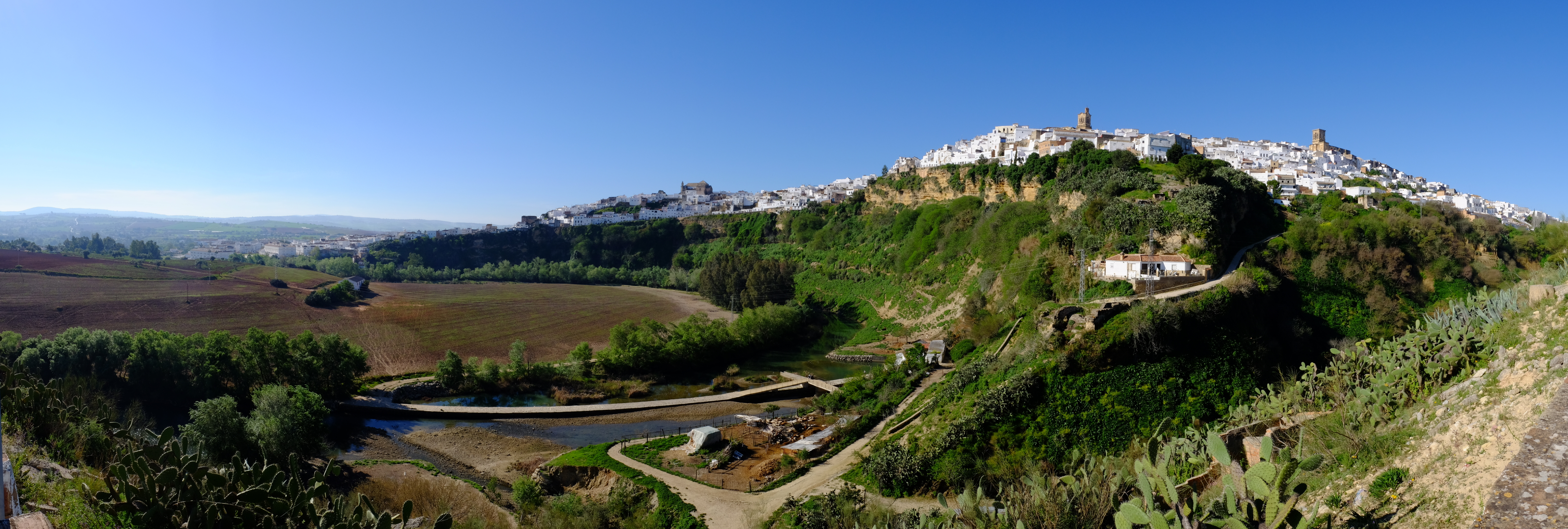
Arcos de la Frontera, gesehen aus dem Tal des Río Guadalete

Arcos de la Frontera ist eine Gemeinde und eine Stadt in der Provinz Cádiz in Andalusien (Spanien) ca. 68 km von der Provinzhauptstadt Cádiz entfernt. Arcos ist der Hauptort der weißen Dörfer. Vor allem die Altstadt, die auf einem steilen Felsen oberhalb des Flusses Guadalete liegt, ist eine Touristenattraktion.

## Beschreibung
In der Altstadt finden sich die engen Gassen mit weißgetünchten Häusern, die charakteristisch für die weißen Dörfer sind. In Arcos fallen zudem die vielen Stützbogen auf, die über den Gassen die Häuser verbinden. Herz der Altstadt ist die Plaza del Cabildo. Sie wird von Rathaus, Parador und der Kirche Santa Maria de la Asuncíon begrenzt. Auf der offenen Seite bietet sich eine schöne Aussicht auf den Fluss Guadalete. Hinter dem Rathaus liegt die Burg (castillo), erbaut von den Arabern (s. Geschichte Spaniens) im 11. Jahrhundert, daran angebaut der Palast der Herzöge von Arcos. Entlang der Hauptstraße gelangt man zu einer zweiten großen Kirche, San Pedro, die im gotischen Stil erbaut wurde. Sie wurde im 16. Jahrhundert an die Stelle einer maurischen Burg errichtet. Zu den weiteren Sehenswürdigkeiten gehören einige prachtvolle Bürgerhäuser, u. a. der Palacio del Conde del Águila aus dem 15. Jahrhundert, der Palacio del Marqués de Torresoto, ein Barockbau aus dem 18. Jahrhundert, und der Palacio del Mayorazgo, ein Renaissancebau aus dem 17. Jahrhundert. In letzterem befindet sich eine (weitgehend unkommentierte) Ausstellung mit Artefakten aus der Ortsgeschichte, außerdem ist ein andalusischer Garten zu sehen. 

## Geschichte
Arcos wurde bereits von den Iberern gegründet und war in römischen Zeiten als Arco Briga bekannt. In der Nähe fand im Juli 711 die Schlacht am Río Guadalete statt, in welcher der Westgotenkönig Roderich im Kampf gegen die muslimische Invasionsstreitmacht fiel. Anschließend wurde das Gebiet ein Teil des muslimischen Territoriums Al-Andalus, später des Emirats von Córdoba und dann des Kalifats von Córdoba. Nach dessen Ende war das Gebiet als Taifa von Arcos unabhängig, bis die Stadt um die Mitte des 11. Jahrhunderts von den Abbadiden aus Sevilla annektiert wurde. Im Jahr 1263 wurde sie von den Christen erobert. Bis zum Fall von Granada im Jahr 1492 blieb die Stadt im Grenzgebiet zwischen Christen und Mauren, woran der Namensteil „de la Frontera“ (spanisch für: an der Grenze) bis heute erinnert. Nach der Reconquista kam der Reichtum der hier wohnenden Großgrundbesitzer der Stadt zugute, was noch heute an den Bürgerhäusern zu erkennen ist.

## Sehenswürdigkeiten
- Der Palast del Conde del Águila, im maurisch-gotischen Stil, erbaut während des 14. und 15. Jahrhunderts, in der Cuesta de Belén gelegen.
- Castillo de Arcos, ein Bauwerk von militärischem Charakter, befindet sich am höchsten Berg der Gemeinde. Es wurde zum allgemeinen Kulturgut (Bien de Interés Cultural) erklärt, befindet sich seit 1920 im Besitz der Adelsfamilie von Figuereos und kann nur viermal im Jahr besichtigt werden.
- Die Basilika Santa María de la Asunción ist eine Kirche im Mudejarstil aus dem 14. und 15. Jahrhundert, mit tiefgehenden Umbauten, die während der ersten Hälfte des 16. Jahrhunderts durchgeführt wurden. An der Außenfassade sind ogivale Elemente zu finden (Portal de Santa María). Daneben bestehen auch andere Elemente aus dem Barock oder der Renaissance.
- Kloster San Agustín aus dem 16. und 17. Jahrhundert
- Kirche San Pedro (15. – 17. Jahrhundert), auf den Grundmauern einer alten maurischen Festung errichtet.
- Eine Jesuitenkirche ist in Grundmauern erhalten; sie wurde wegen des Verbots des Ordens nie fertiggestellt.
- Ein Mercedarierinnenkonvent ist bis heute tätig; Besichtigungen der Anlage sind zwar nicht möglich, aber die Nonnen verkaufen vormittags selbst hergestellte Süßigkeiten über ein Drehfenster am Eingang.
- Palast del Mayorazgo (17. Jahrhundert)
- Das Rathaus aus dem 17. Jahrhundert
- Kirche de San Francisco (16. bis 17. Jahrhundert)
- Das Matrera-Tor. Es ist das einzige Tor, das am östlichen Fuße der historischen, arabischen Mauer bestehen blieb. Es trägt heute eine Marienstatue
- Das Krankenhaus und Kirche de la Caridad (16. bis 17. Jahrhundert)
- Calduba

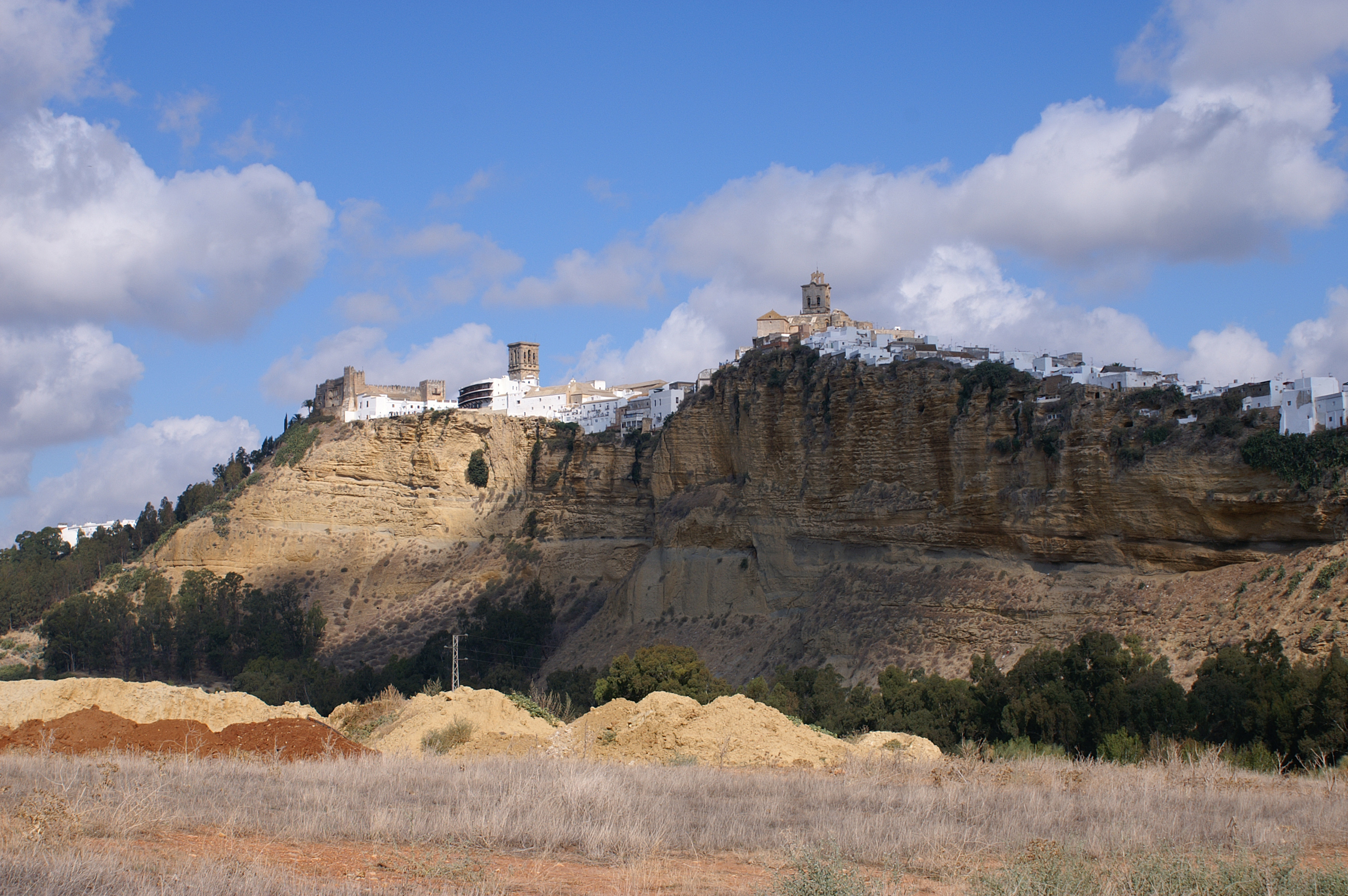
Arcos de la Frontera von Südwesten
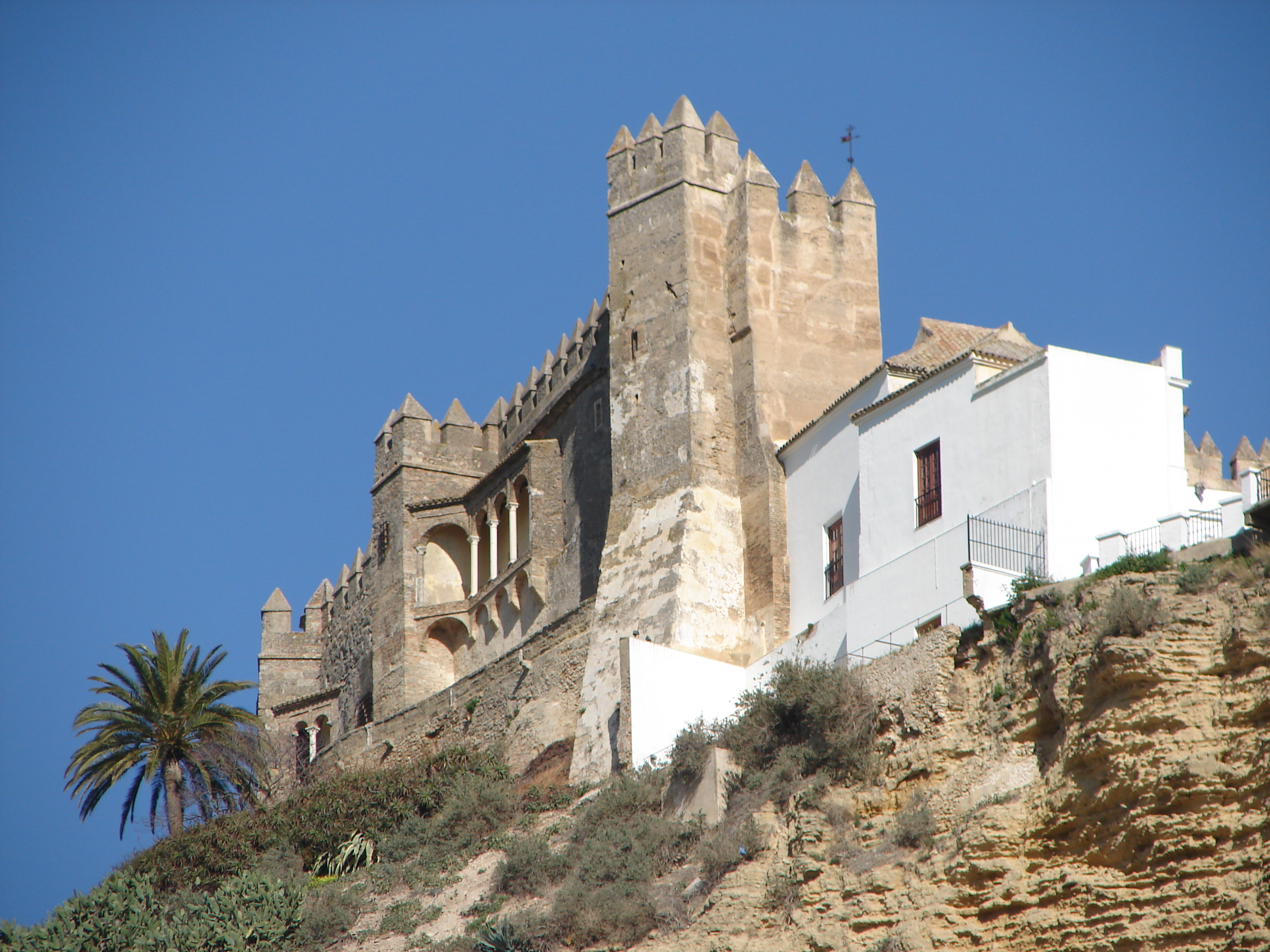
Alte Burg
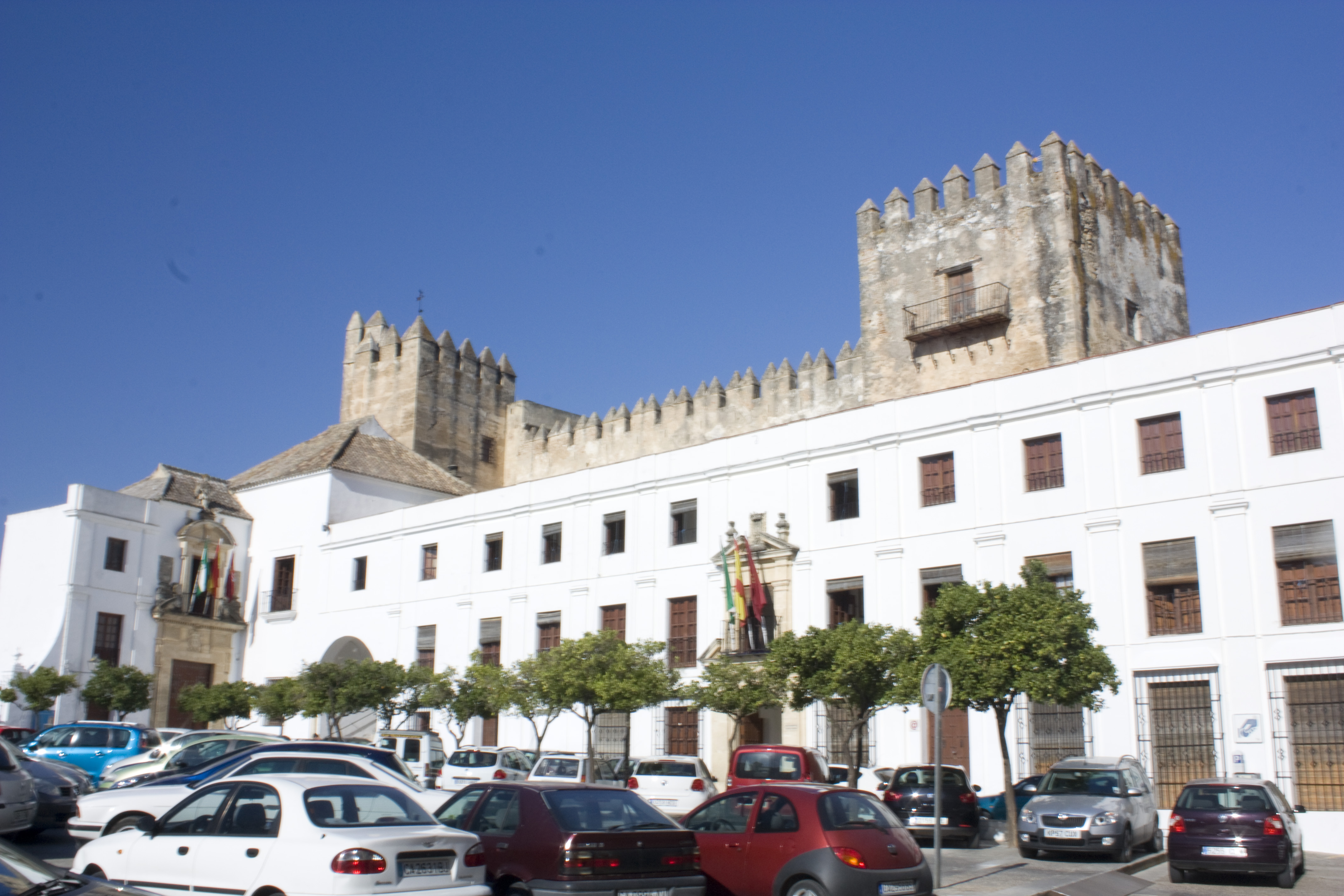
Palast der Herzöge von Arcos
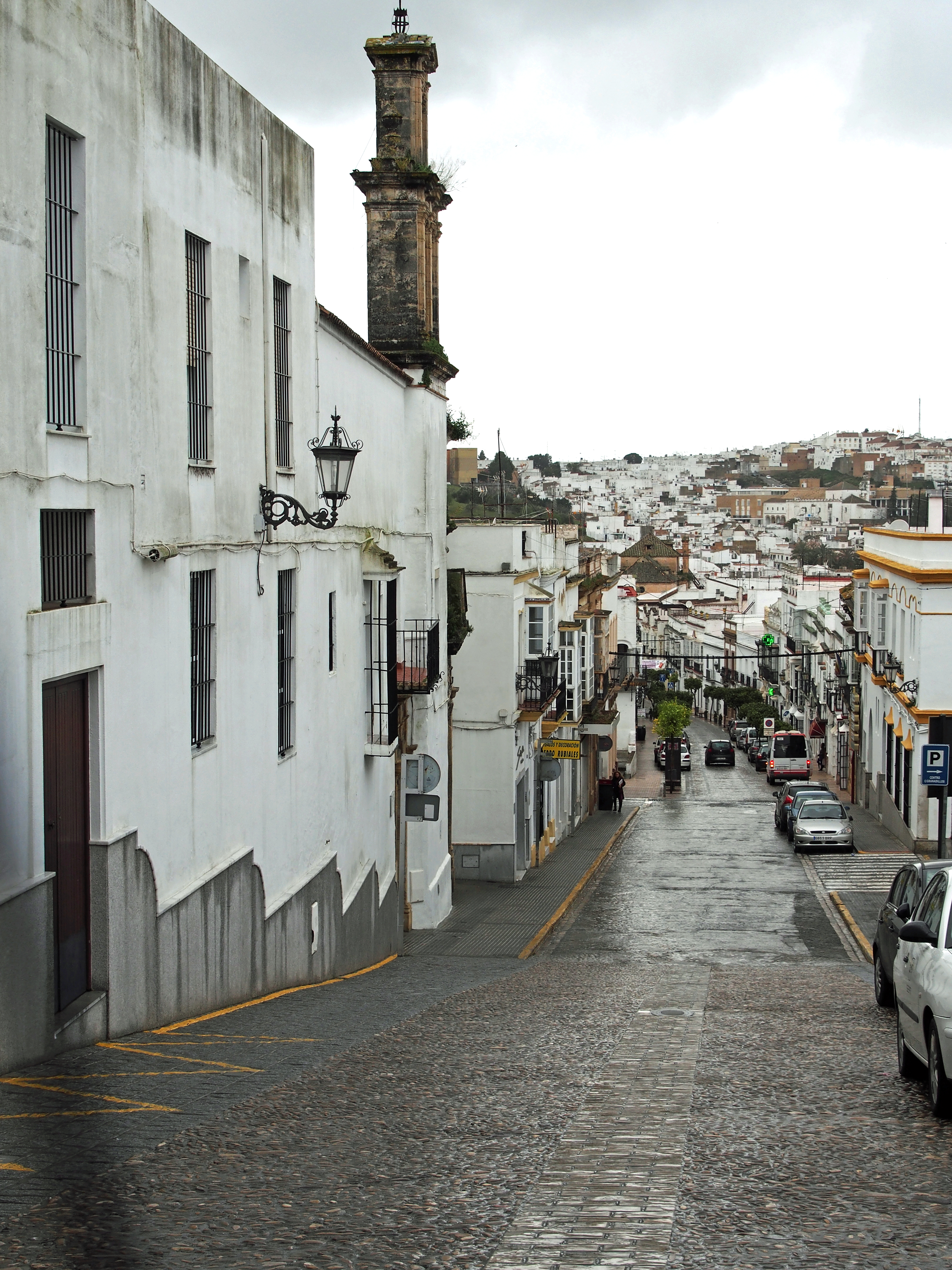
Straßenszene
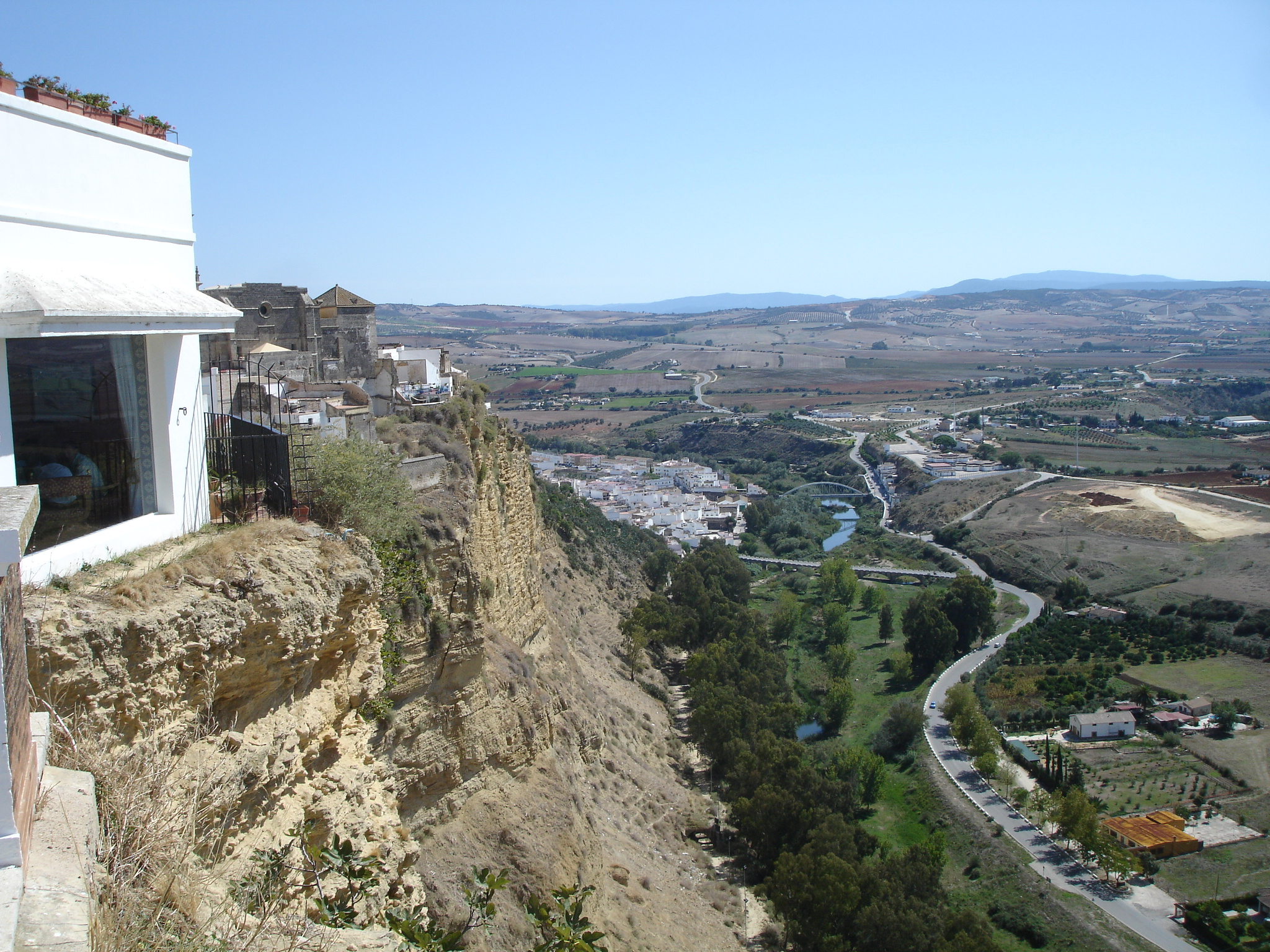
Der Ort von oben gesehen

## Natur
Hervorzuheben ist das Peña de Arcos (natürlicher Steilhang), der über einen Balkon auf großer Höhe verfügt und der zum Naturdenkmal Andalusiens erklärt wurde.
Andere natürliche Sehenswürdigkeiten sind die Presa de Arcos und der „Junta de los Ríos“.

## Feste
- Fest der Nuestra Sra. de las Nieves (Patrona)
- Ostern (nationaler Tourismus)
- Stierkampf von Aleluya
- Día del Caballo (Tag des Pferdes)
- Carnaval
- Cruz de Mayo (Kreuzfest im Mai)
- Velada del Barrio Bajo (Musikfest des unteren Viertels)
- Festival des San Miguel, dem Patron von Arcos

## Persönlichkeiten
- Rafael Bellido Caro (1924–2004), römisch-katholischer Geistlicher, Bischof von Jerez de la Frontera 1980–2000